# Bindenralle
Die Bindenralle (Hypotaenidia philippensis, Syn.: Gallirallus philippensis) ist eine mittelgroße bis große, langschwänzige Rallenart, die von den Philippinen bis nach Australien und Neuseeland vorkommt.
Die Bestandssituation der Bindenralle wird mit nicht gefährdet (least concern) angegeben. Es werden zahlreiche Unterarten unterschieden.

## Erscheinungsbild
Die Bindenralle erreicht eine Körperlänge von 30 bis 33 Zentimeter, wovon 5,4 bis 7,8 Zentimeter auf den Schwanz entfallen. Der Flügel misst 13 bis 15,6 Zentimeter. Die Schnabellänge beträgt 2,2 bis 4,1 Zentimeter. Sie wiegen zwischen 115 und 265 Gramm. Es besteht kein auffälliger Geschlechtsdimorphismus.

### Adulte Vögel

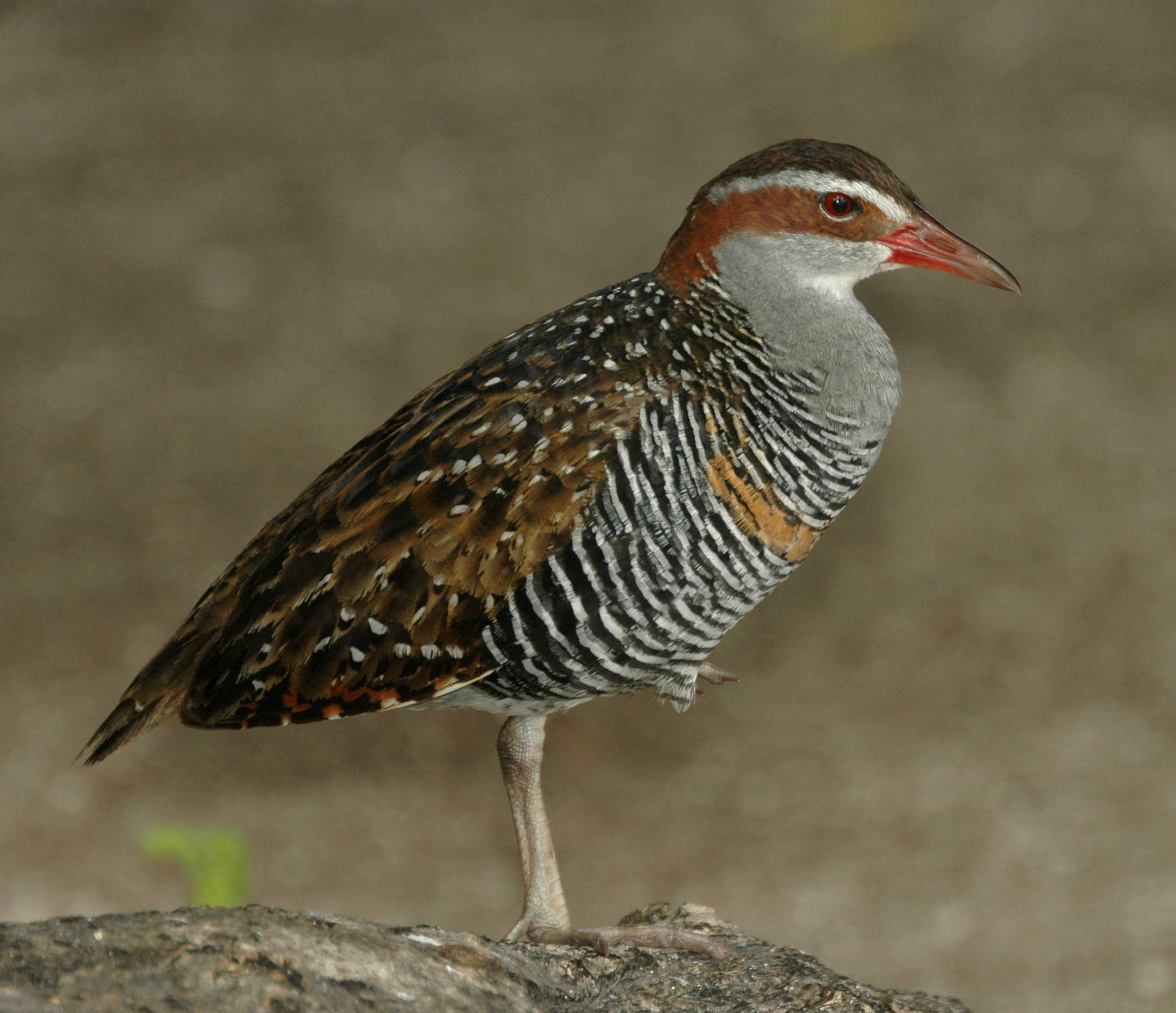
Bindenralle

Die Stirn, der Scheitel, der Nacken und der obere, hintere Hals sind matt kastanienfarben mit einer feinen schwarzen Strichelung. Ein breites kastanienfarbene Band verläuft vom Schnabel über das Augen bis zu den Halsseiten und dem unteren Hinterhals. Es hebt sich deutlich von dem weißen Kinn und den grauweißen unteren Wangen sowie der Kehle ab und ist oben von einem schmalen weißen Überaugenstreif begrenzt. Eine dünne, halbmondförmige Linie verläuft unterhalb des Auges. Der Mantel, der Rücken und die Flügel sind braun olivfarben mit schwarzen Federmitten und weißen Flecken. Die Fleckung ist am Bürzel und auf den Oberschwanzdecken etwas weniger ausgeprägt Der Schwanz ist olivbraun mit schwarzen Federmitten.
Das weiße Kinn geht in einen lichtgrauen Vorderhals über. Die unteren Halsseiten, die Brust und die Flanken sind schmal schwarzweiß gebändert. Über die Brustmitte verläuft ein rotbraunes Band, das individuell unterschiedlich breit sein kann. Der Bauch und der Bürzel sind weiß, die Unterschwanzdecken sind blass rötlichbraun. Der Schnabel ist dunkelrosa mit einer dunkleren Schnabelspitze. die Iris ist tiefrot. Die Beine sind mattgrau bis rosagrau.

### Jungvögel
Jungvögel unterscheiden sich durch ein mattes Braun an Stirn, Scheitel, Nacken und Hals. Der rotbraune Streifen, der vom Schnabel über das Auge entlang der Halsseiten verläuft ist bei ihnen braun oder matt kastanienbraun und weniger klar gezeichnet als bei adulten Vögeln. Die Körperoberseite ist noch nicht so stark weiß getupft, das rötlichbraune Brustband ist dunkel gefleckt und die Querzeichnung sind matter und noch etwas bräunlich. Die Iris ist dunkler als bei den adulten Vögeln, der Schnabel ist kürzer und bräunlicher als bei den adulten Vögeln.

## Verwechslungsmöglichkeiten
Auf Grund ihrer Kopffärbung ist die Bindenralle mit kaum einer anderen Rallenart zu verwechseln. Eine entfernte Ähnlichkeit besteht mit der Krickralle (Lewinia pectoralis).

## Verbreitungsgebiet

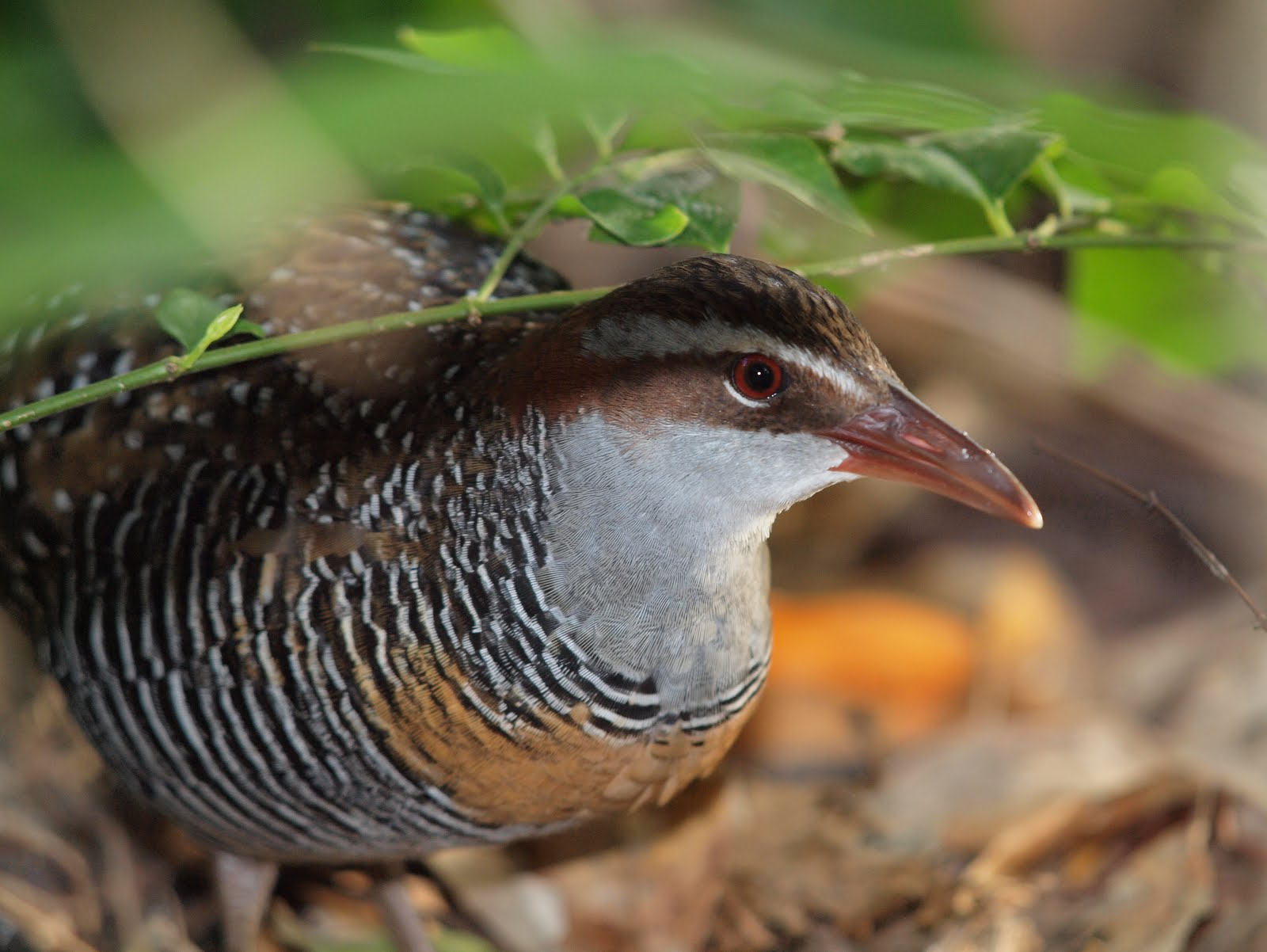
Bindenralle, Australien

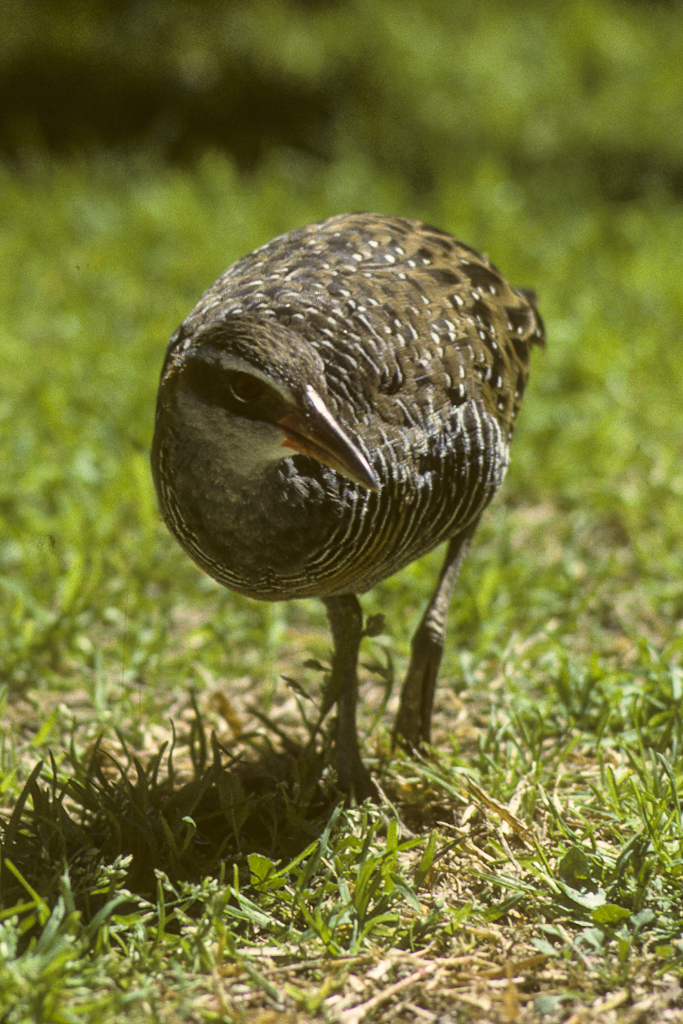
Bindenralle, Heron Island (Queensland)

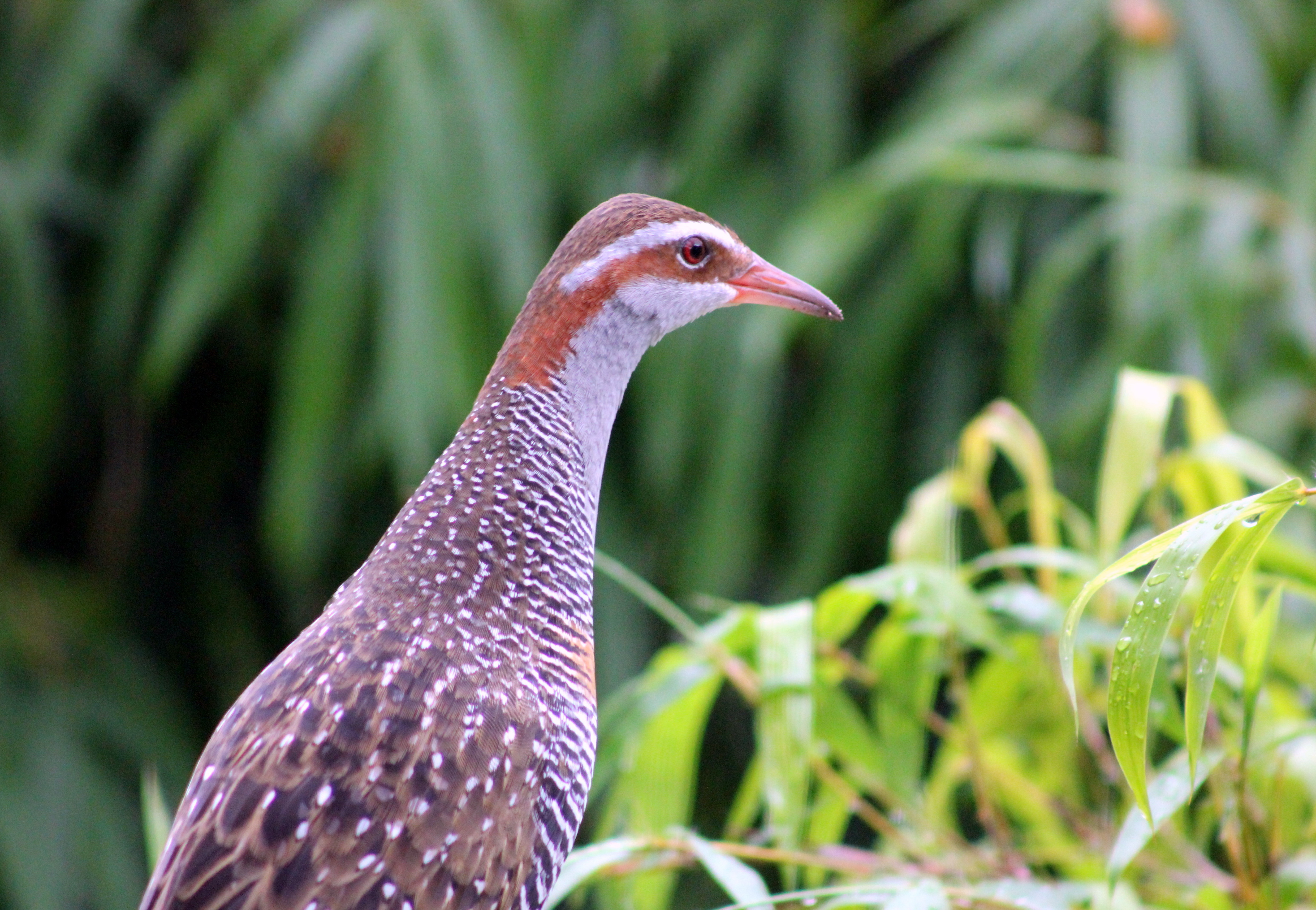
Bindenralle

Die Bindenralle ist eine in Südostasien (Philippinen bis Indonesien), auf Neuguinea und Neuseeland sowie Australien und zahlreichen Inseln dieser Region weit verbreitete Art. Es werden die folgenden Unterarten unterschieden:
- H. p. admiralitatis (Stresemann, 1929), Admiralitätsinseln
- H. p. anachoretae (Mayr, 1949), Kaniet-Inseln, eine Gruppe von zwei nahegelegenen unbewohnten Atollen bzw. Inseln in der Region der Westlichen Inseln des Bismarck-Archipels
- H. p. andrewsi (Mathews, 1911), Kokosinseln, eine Inselgruppe im Indischen Ozean, 960 km südwestlich der Weihnachtsinsel und mehr als 1000 km südwestlich von Java und Sumatra entfernt. Die dort vorkommende Unterart gilt als stark gefährdet.[4]
- H. p. assimilis (G. R. Gray, 1843), Neuseeland
- H. p. chlandleri, Norden von Sulawesi
- H. p. christophori (Mayr, 1938), Solomon Islands
- H. p. dieffenbachi, Chatham Islands, ausgestorben
- H. p. ecaudata (J. F. Miller, 1783), Tonga, eine Inselgruppe aus 176 Inseln und Atollen im Pazifik östlich von Fidschi.
- H. p. goodsoni (Mathews, 1911), Samoa und Niue Islands
- H. p. lacustris (Mayr, 1938), Neuguinea
- H. p. lesouefi (Mathews, 1911), Lavongai, Tabar und Tanga-Inseln, möglicherweise auch Neuirland
- H. p. macquariensis (Hutton, 1879), Macquarie-Insel, ausgestorben
- H. p. mellori (Mathews, 1912), Tasmanien und australisches Festland
- H. p. meyeri (Hartert, 1930), Vitu-Inseln, eine Inselgruppe von acht Vulkaninseln, nördlich von Neubritannien im Bismarck-Archipel
- H. p. pelewensis (Mayr, 1933), Palau
- H. p. philippensis (Linnaeus, 1766), Philippinen, Sulawesi, Buru und Sunda-Inseln
- H. p. praedo (Mayr, 1949), eine Insel der Admiralitätsinseln
- H. p. randi (Mayr & Gilliard, 1951). Westen Neuguineas
- H. p. reductus (Mayr, 1938), Norden Neuguineas
- H. p. sethsmithi (Mathews, 1911), Vanuatu, Fidschi
- H. p. swindellsi (Mathews, 1911), Neukaledonien und Loyalitätsinseln
- H. p. tounelieri Schodde & Naurois, 1982, Coral Sea Islands
- H. p. wahgiensis (Mayr & Gilliard, 1951), Hochland von Neuguineas
- H. p. wilkinsoni (Mathews, 1911), Flores
- H. p. xerophilus (Bemmel & Hoogerwerf, 1940), Gunungapi, Norden der Kleinen Sundainseln.
- H. p. yorki, Molukken, Westen und Süden Neuguineas.

Auf der Lord-Howe-Insel wurde die Bindenralle entweder um das Jahr 1880 angesiedelt oder die Insel wurde um diese Zeit von einigen Bindenrallen auf natürliche Weise besiedelt.
Die Wanderbewegungen der Bindenralle sind bislang wenig untersucht. Dazu trägt auch bei, dass sie während der Brutzeit ein sehr scheuer Vogel ist, der schwierig zu beobachten ist. Im Norden Australiens gilt sie als Standvogel, es scheint jedoch eine größere Dispersionsbewegung von Jungvögeln zu gehen und während Trockenzeit verlassen Bindenralle ihren bisherigen Lebensraum.

## Lebensraum
Die Bindenralle besiedelt Feuchtgebiete und zwar sowohl Süßwasser, Brackwasser als auch Salzwasser. Sie kommt in Flussmündungen, Salzmarschen und Gezeitenmarschen, an Seen und Lagunen sowie entlang von Flüssen vor. Sie kommt vereinzelt aber auch in offenem Grasland und selbst Weideland vor, sehr selten auch in Heidegebieten, Wäldern und Resten von Regenwäldern. Sie ruht und sucht Schutz in Schilffeldern oder hohen Gräsern sowie im Buschland.

## Lebensweise

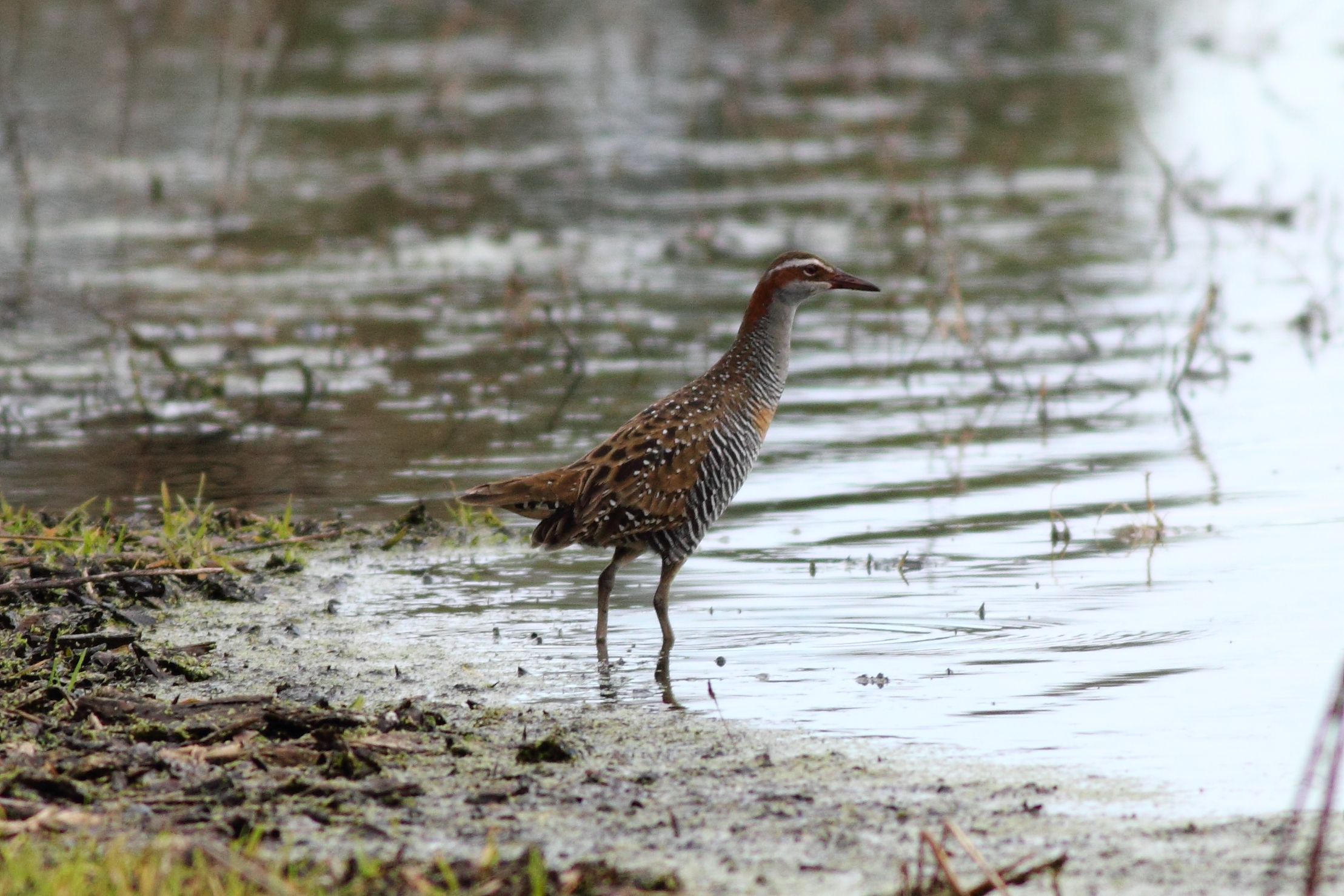
Bindenralle, Edithvale Wetlands in der Nähe von Melbourne, Australien

Die Bindenralle lebt einzelgängerisch oder paarweise, nur selten kommt es in dichter Vegetation in den Übergangszonen von Feuchtgebieten zu größeren Ansammlungen dieser Art. Die Bindenralle ist eine scheue und heimlich lebende Art, die meist nur in den frühen Morgenstunden und späten Abendstunden zu sehen ist. Sie bleibt immer in Nähe der Deckung, wohin sie sich zurückzieht, sobald sie sich beunruhigt fühlt. Die Nahrung besteht überwiegend aus Krebstieren, Muscheln, Würmern und Insekten. Daneben frisst sie gelegentlich auch junge Pflanzen und Samen, Früchte, Frösche Eier und selbst Aas und Abfall. die Nahrung pickt sie entweder vom Boden auf oder von der Oberfläche von Pflanzen. Einige wenige Beutetiere findet sich auch im Wasser. Sie ist überwiegend dämmerungsaktiv, sucht aber auch tagsüber und gelegentlich auch in der Nacht nach Nahrung.
An Land bewegt sie sich langsam in geduckter Haltung fort. Dabei ist das Schwanzgefieder angehoben und immer wieder schnell bewegt. Der Hals ist in der Regel weit vorgestreckt, nur gelegentlich wird er angehoben. Sie fliegt nur sehr selten auf und zieht es vor, zu Fuß Schutz in der Deckung zu finden.

## Fortpflanzung

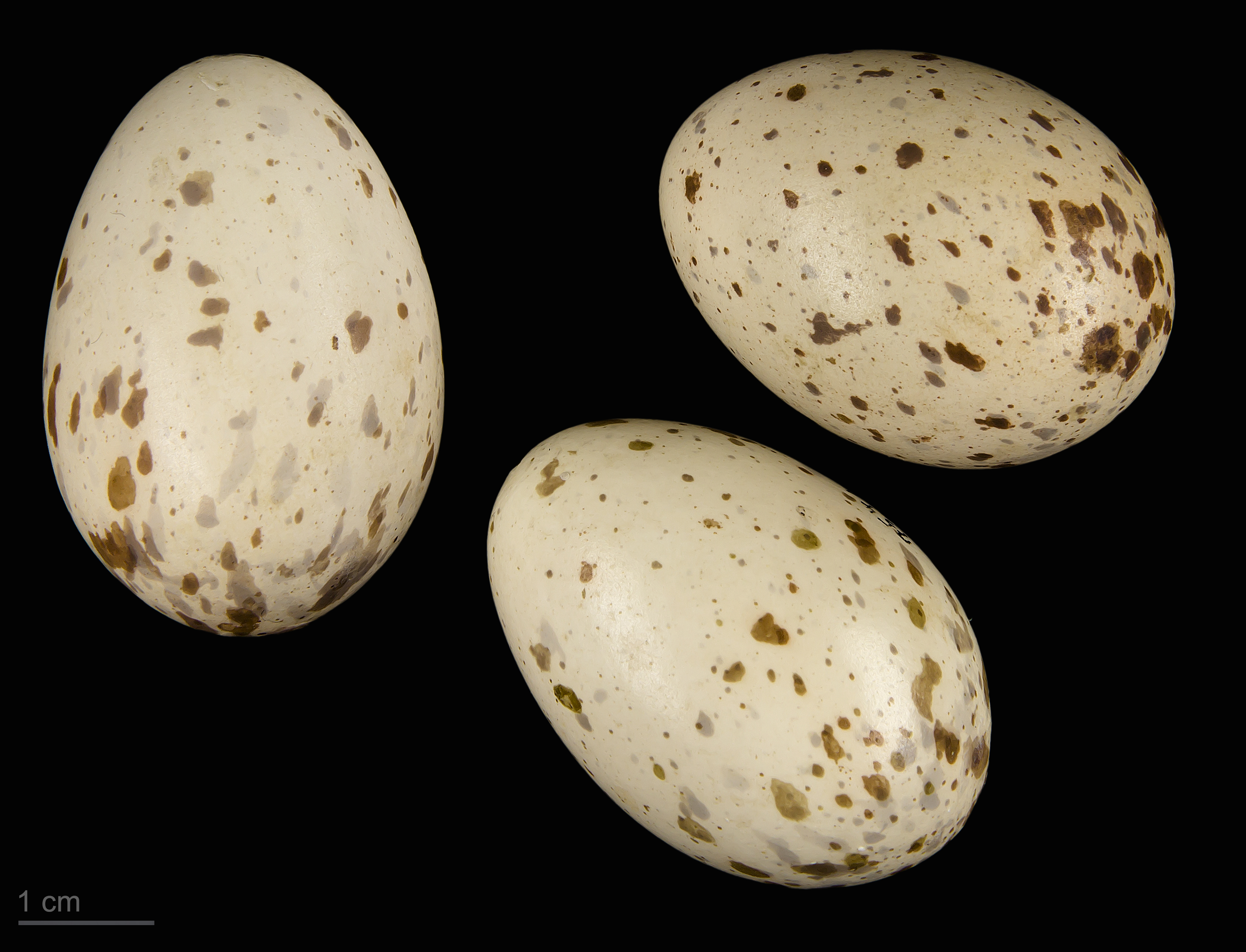
Eier der Bindenralle

Die Brutzeit variiert mit der geographischen Breite. Im Süden Australiens brütet sie von September bis Februar und zieht mitunter bis zu drei Bruten groß. Im Norden Australiens beginnt die Brutzeit ebenfalls im September, zieht sich aber bis März hin. In Neuseeland brütet sie dagegen nur im Zeitraum September bis Dezember. Wird sie am Nest gestört, verlagert sie häufig ihr Gelege und trägt dabei die Eier einzeln zum neuen Neststandort.
Die Bindenralle ist ein Bodenbrüter. Das Nest wird im hohen Gras, in Grasgulden oder in Schilfdickichten errichtet. Das Vollgelege besteht aus fünf bis acht Eiern. Sie werden im Abstand von 24 Stunden vom Weibchen gelegt, die Legezeit ist entweder in der Nacht oder am frühen Morgen. Beide Elternvögel brüten, die Brutzeit beginnt erst, nachdem das Gelege vollständig ist. Die Brutzeit beträgt 18 bis 19 Tage. Die Jungvögel schlüpfen weitgehend synchron und verlassen nach etwa 24 Stunden das Nest. Sie werden von beiden Elternvögeln geführt, bis sie ausgewachsen sind. Sie sind sehr früh in der Lage, selbständig ihr Futter zu finden, und werden nur sehr selten vom weiblichen Elternvogel gefüttert. Mit etwa zwei Lebensmonaten sind die Jungvögel vollständig ausgewachsen und können fliegen.

## Parasiten
Tubangorchis caintaensis ist ein im Darm der Bindenralle parasitisch lebender Saugwurm.